# CDK5R2
Регуляторная субъединица 2 циклин-зависимой киназы 5, сокращённо CDK5R2 — нейрон-специфичный активатор CDK5, наряду с CDK5R1 имеющий некоторое сходство с циклинами. У человека кодируется геном CDK5R2.